# سیکاچی آلیان
سیکاچی-آلیان روستایی کوچک متعلق به مردمان نانای است که در ساحل رود آمور، در ۷۵ کیلومتری شمال خاباروفسک واقع شده است. این مکان به خاطر سنگ‌نگاره‌های نئولیتیک (ماسک‌ها) که بر سطح سنگ‌های بازالتی حکاکی شده‌اند، شهرت دارد. این نقوش به قرن سیزدهم پیش از میلاد بازمی‌گردند. یافته‌های محلی نشان‌دهنده تاریخ باستانی این منطقه است. در این محل موزه‌ای و بازسازی یک روستای باستانی در فضای باز وجود دارد.